# Tamponowanie macicy
Tamponowanie macicy – zabieg wykonywany podczas krwotoku położniczego. Wykonuje się go, wprowadzając szerokie pasmo jałowej gazy do jamy macicy. Po uwidocznieniu we wziernikach części pochwowej, uchwyceniu zaciskiem okienkowym szyjki macicy i ściągnięciu ku dołowi. Trzon macicy jest w tym czasie podtrzymywany uciskiem ku dołowi od zewnątrz. 
Za pomocą zacisku z długim ramieniem wprowadza się kilkumetrową gazę aż do dna macicy i układa się ją ściśle od jednego do drugiego boku aż do wypełnienia całej jamy macicy oraz sklepień pochwy aż do przedsionka. W przypadku wprowadzania kolejnego pasma gazy należy je ze sobą związać. Unika się dzięki temu problemów z wyjęciem gazy oraz niebezpieczeństwa pozostawienia części tamponu w macicy. Tampon wyjmuje się po 6 godzinach.